# 1050 (szám)
Az 1050 (római számmal: ML) az 1049 és 1051 között található természetes szám.

## A szám a matematikában
A tízes számrendszerbeli 1050-es a kettes számrendszerben 10000011010, a nyolcas számrendszerben 2032, a tizenhatos számrendszerben 41A alakban írható fel.
Az 1050 páros szám, összetett szám. Kanonikus alakja 21 · 31 · 52 · 71, normálalakban az 1,05 · 103 szorzattal írható fel. Huszonnégy osztója van a természetes számok halmazán, ezek növekvő sorrendben: 1, 2, 3, 5, 6, 7, 10, 14, 15, 21, 25, 30, 35, 42, 50, 70, 75, 105, 150, 175, 210, 350, 525 és 1050.
Ritkán tóciens szám.
Az 1050 két szám valódiosztó-összegeként áll elő, közülük a kisebb az 1038.

## Csillagászat
- 1050 Meta kisbolygó